# Jansky
Jansky (symbol Jy) – jednostka natężenia strumienia radiowego, używana głównie w radioastronomii, nienależąca do układu SI. Nazwa jednostki została utworzona na cześć Karla Janskyego.
Jansky jest zdefiniowany jako jedna stukwadrylionowa wata na metr kwadratowy na herc:
{\displaystyle {\mathsf {1\ Jy=10^{-26}\ {\frac {W}{Hz\cdot m^{2}}}}}}
Ponieważ obiekty astronomiczne znajdują się w dużej odległości oraz tylko część ich promieniowania to fale radiowe, wybrano bardzo niski współczynnik. Dzięki temu gęstość strumienia ma wygodne do stosowania wielkości.